# Август Гайссмаєр
Авґуст Гайсмаєр (нім. August Heißmeyer; 11 січня 1897, Геллесен, округ Гамельн-Пірмонт, Вальдек, Німецька імперія — 16 січня 1979, Швебіш-Галль, Баден-Вюртемберг, Німеччина) — один із керівників СС, обергруппенфюрер СС (9 листопада 1936), генерал військ СС та поліції (1 липня 1944).

## Життєпис
Після навчання в народній школі, приватній школі та гімназії у серпні 1914 поступив добровольцем до прусської армії.
Учасник Першої світової війни, із жовтня 1914 служив у 164 піхотному полку, лейтенант (6 серпня 1916), командир роти.
Серпень 1917 — до кінця війни — льотчик.
Після закінчення війни був членом Добровольчих корпусів, у 1920 брав участь у Каппівському заколоті.
1920 — 6 семестрів вивчав право та народне господарство у Гетенському, Кільському та Франкфуртському університетах.
Лютий — серпень 1922 працював на гірськодобувних заводах.
Вересень 1922 — у технічному відділі заводу, а потім у представництві різних фірм у Мюнстері (Вестфалія).
У 1923 сконтактувався з націонал-соціалістами.
30 січня 1925 — вступив до НСДАП (квиток № 21 573), на початку 1926 — у штурмові загони СА, у січні 1930 — в СС (квиток № 4370).
1925—1928 — керував штурмовими загонами СА у Геттингені.
Жовтень 1928 — заступник гауляйтера Південного Ганновера — Брауншвейга.
Березень 1931 — призведений у штурбаннфюрери СС. У серпні — вересні 1931 — командир 3-го штурмбанна 12-го штандарта СС.
16 листопада 1931 — 9 листопада 1932 — командир 12-го штандарта СС в Брауншвейзі.
6 жовтня 1932 — керівник 17-го абшніту СС (Мюнстер).
5 березня 1933 — обраний депутатом Рейхстагу від Північної Вестфалії. Потім переобрався депутатом у листопаді 1933, у 1936 та 1938 годах.
16 листопада 1933 — 1 травня 1934 — командир оберабшніту СС «Ельба», з 1 січня 1934 — 22 травня 1935 — оберабшніту СС «Рейн».
22 травня 1935 — 1 квітня 1940 — начальник Головного управління СС і одночасно з листопада 1935 по 30 січня 1936 — начальник 1-го (оперативного) управління Головного управління СС.
Лютий 1936 — до кінця війни — генеральний інспектор «шкіл Адольфа Гітлера» («Adolf Hitler Schule») та націонал-соціалістичного виховання (шкіл «НАПОЛАС»).
9 листопада 1939 — призначений заступником інспектора концентраційних таборів та командира 3-ї танкової дивізії СС «Мертва голова» Теодора Ейке.
31 липня 1940 — замінений Ріхардом Глюксом.
2 вересня 1938 — 8 травня 1945 — вищий керівник СС та поліції «Шпреє» (штаб-квартира — Берлін).
Квітень 1938 — голова Імперського союзу багатодітних родин. У 1940 отримав ранг міністеріальдиректора.
У серпні 1940 очолив у структурі Головного управління СС власну службу «Службу Гайсмаєра», нім. «Dienststelle SS-Obergruppenführer Heißmeyer»), у 1942 отримала статус Головного управління («Hauptamt Dienststelle SS-Obergruppenführer Heißmeyer») та займалася питаннями націонал-соціалізму виховання членів СС і яка контролювала роботу НАПОЛАС.
У 1940 одружився з керівницею Націонал-соціалістичної жіночої організації Гертрудою Шольц-Клінк. З 1943 — інспектор шкіл «НАПОЛАС» та німецьких патріотичних шкіл. У квітні 1945 за наказом рейхсфюрера СС Генріха Гіммлера сформував із членів Фольксштурму та и Гітлер'югенду бойову групу «Гайсмайер», якій була доручена оборона фортеці Шпандау у Берліні.
Після війни до 1948 переховувався у Тюрингії під ім'ям Генріха Штукенброка. Після прибуття до нього дружини, звільненої із совєцького концтабору для військовополонених, вони за допомоги Пауліни Вюртемберзької перебралися до французької зони окупації до Бібенхаузена під Тюбінгеном, де, продовжували жити за фальшивими документами, працював сільськогосподарським робочим. 28 лютого 1948 їх впізнали і заарештували. Пізніше його визнали винним у військових злочинах і у 1949 засуджений до 18 місяців тюремного ув'язнення. Після звільнення працював спочатку як робочий на заводі де вироблялися миючі машини, потім як службовець філіалу компанії «Кока-Кола» у Ройтлінгені.
Помер у Швебіш-Галльській лікарні 16 січня 1979 і був похований на цвинтарі Геллесена у родинному склепі.

## Нагороди
- Залізний хрест 2-го і 1-го класу
- Нагрудний знак пілота-спостерігача (Пруссія)
- Нагрудний знак «За поранення» в чорному
- Почесний кут старих бійців
- Почесний хрест ветерана війни з мечами
- Золотий партійний знак НСДАП
- Німецький Олімпійський знак 1-го класу
- Кільце «Мертва голова»
- Почесна шпага рейхсфюрера СС
- Медаль «У пам'ять 13 березня 1938 року»
- Медаль «У пам'ять 1 жовтня 1938» із застібкою «Празький град»
- Медаль «За вислугу років у НСДАП» в бронзі та сріблі (15 років)
- Медаль «За вислугу років у СС» 4-го, 3-го і 2-го класу (12 років)
- Хрест Воєнних заслуг 2-го і 1-го класу